# Bisdom Bubanza
Het bisdom Bubanza (Latijn: Dioecesis Bubantina) is een rooms-katholiek bisdom met als zetel Bubanza, de hoofdstad van de provincie Bubanza in Burundi. Het bisdom is suffragaan aan het aartsbisdom Bujumbura.

## Geschiedenis
Het bisdom werd opgericht op 7 juni 1980, uit grondgebied van (destijds) het bisdom Bujumbura, als onderdeel van de kerkprovincie Gitega. Op 25 november 2006 werd het bisdom Bujumbura een metropolitaan aartsbisdom en werd Bubanza onderdeel van de kerkprovincie Bujumbura.

## Parochies
In 2018 telde het bisdom 13 parochies. Het bisdom had in 2018 een oppervlakte van 2.700 km2 en telde 785.993 inwoners waarvan 55,3% rooms-katholiek was.

## Bisschoppen
- Evariste Ngoyagoye (7 juni 1980 - 21 april 1997)
- Jean Ntagwarara (24 oktober 1997 - heden )
  - Georges Bizimana (coadjutor: 7 december 2013 - 17 december 2019)